# Saison 4 de Merlin
Chronologie
Saison 3 Saison 5
Cet article présente les treize épisodes de la quatrième saison de la série télévisée britannique Merlin.

## Généralités
L'histoire est basée sur la vie fictive du magicien Merlin et du Roi Arthur où la magie est devenue interdite et hors-la-loi aux yeux du Roi actuel, et père d'Arthur, Uther Pendragon. Malgré cela, Merlin se doit de protéger Arthur par tous les moyens moraux pour qu'il puisse devenir un jour un grand roi car tel est le destin de Merlin…

## Synopsis
Dans cette quatrième saison, alors que Camelot est à l'aube d'un âge d'or, les forces du Mal se liguent pour empêcher cet avènement. Arthur et ses fiers Chevaliers aidés par la magie de Merlin mettent toutes leurs forces et leur courage afin de combattre Morgane, dont les pouvoirs de sorcière ne cessent d'augmenter.

## Distribution

### Acteurs principaux
- Colin Morgan : Merlin
- Bradley James : Prince Arthur
- Katie McGrath : Morgane, Grande-Prêtresse de l‘Ancienne Religion
- Anthony Stewart Head : Uther Pendragon, roi de Camelot
- Angel Coulby : Gwen
- Richard Wilson : Gaius
- Nathaniel Parker : Sir Agravain

### Acteurs récurrents
- Rupert Young : Sir Leon
- Santiago Cabrera : Lancelot
- Tom Hopper : Perceval
- Adetomiwa Edun : Elyan
- Eoin Macken : Gauvain
- Terence Maynard : Helios

### Invités
- Emilia Fox : Morgause (épisode 1)
- Gemma Jones : The Cailleach (épisodes 1 et 2)
- Zee Asha : Audrey (épisodes 1 et 6)
- Phil Davis : The Gleeman (épisode 3)
- James Callis : Julius Borden (épisode 4)
- Steven Hartley : roi Carleon, mari de la reine Annis (épisode 5)
- Lindsay Duncan : reine Annis (épisode 5)
- Gary Lewis : Alator le Catha (épisode 7)
- Charlene McKenna : Lamia (épisode 8)
- Janet Montgomery : princesse Mithian (épisode 11)
- Caroline Faber : Hunith, mère de Merlin (épisode 12)
- Ben Daniels : Tristan (épisodes 12 et 13)
- Miranda Raison : Iseult (épisodes 12 et 13)
- Hayley Bishop : Caelia
- Emma Tainton : Servant
- Andrew Fowler : chevalier de Camelot
- Sarah Beck Mather : Vilia
- Zig Byfield : Goron

## Résumé de la saison
Arthur se voit forcé d'assumer la régence à la place de son père à la suite de l'attaque inopinée de Camelot par Morgane et sa sœur Morgause. Morgane va donc décider de se venger après la mort de sa sœur. Le roi Uther se fait tuer à la suite d'un assassinat organisé par une troupe de spectacle. Le prince et régent Arthur se voit donc couronné roi à la mort de son père. Merlin, de plus en plus aguerri, se doit d'aider Arthur au cours de son long parcours pour devenir le grand Roi d'Albion. Morgane, la sorcière maléfique qui devient de plus en plus mauvaise, s'associe à des alliés de la cour du roi et parvient à causer de nombreux dommages.

## Liste des épisodes

### Épisode 1:L’Heure la plus sombre, première partie
- Royaume-Uni : 1er octobre 2011 sur BBC One[1]
- France : 2 mars 2012 sur Canal+ Family[2],[3]
- Québec : 11 décembre 2012 sur V[4]

- Royaume-Uni : 6,4 millions de téléspectateurs (première diffusion)

Un an a passé. Uther, brisé par la trahison de Morgane, s'est retiré et Arthur a pris sa place, épaulé par son oncle Agravain. De son côté, Morgane a gagné en puissance. Accompagnée par Morgause, très affaiblie, elle se rend sur l'île Fortunée et grâce au sacrifice de sa sœur, Morgane libère une des plus grandes menaces pour le royaume. En effet, elle a "ouvert" un voile entre deux mondes: les esprits des morts où le Dorocha reviennent hanter les nuits des vivants; seuls des êtres d'une grande puissance magique peuvent survivre à ces attaques. Aussi, Merlin voit apparaître lors de la célébration de la fête de la Toussaint à Camelot, la Cailleach, gardienne "du voile". Lui seul peut la voir. Elle s'adresse à lui en le nommant Emrys. Merlin s'effondre alors. Une fois rétabli, Merlin raconte ce qui s'est passé à Gaius. Gaius lui explique alors qu'il a vu la Cailleach mais ne peut en comprendre la signification. Il ajoute simplement que seuls de grands sorciers peuvent un jour la voir. Par ailleurs, Morgane, au moment de l'ouverture du voile a elle aussi vu la gardienne, la Cailleach. Elle lui apprend qu'Emrys est son destin mais aussi celui qui causera sa perte. 
Le lendemain, une jeune femme arrive au château, elle est traumatisée. Arthur la reçoit et elle lui explique que son village s'est fait attaquer par des êtres dépourvus de corps, sa famille et le reste des villageois ont tous été tués. Arthur décide alors de s'y rendre pour constater les faits, accompagné de ses chevaliers et de Merlin. 
Une fois sur place, ils se font attaquer par le Dorocha ; Merlin s'aperçoit que ses pouvoirs ne sont d'aucune utilité. La lumière arrive simplement à les repousser mais ne les tue pas. Arthur, Merlin et les chevaliers rentrent donc à Camelot, la cité déjà assaillie par ces "créatures"; plusieurs morts sont à déplorer. Arthur prend alors la décision, après s'être entretenu avec Gaius au sujet de ses êtres fantomatiques, de se rendre sur l'île Fortunée pour "réparer le voile". Or, Gaius lui explique qu'un sacrifice a été nécessaire pour l'ouvrir et seul un autre sacrifice pourra le refermer. Arthur est décidé à donner sa vie pour la sécurité de son peuple. Merlin entend prendre la place de son maître et se sacrifier. Arthur, Merlin et les chevaliers de Camelot (Lancelot, Gauvain, Elyan, Perceval et Sir Léon) partent donc pour l'île Fortunée.
Agravain, oncle d'Arthur, siège temporairement à Camelot, sur les ordres de son neveu. On apprend alors qu'il est allié à Morgane. Cette dernière se cache dans la forêt et Agravain la tient au courant de tout ce qui se passe à Camelot.

### Épisode 2:L’Heure la plus sombre, deuxième partie
- Royaume-Uni : 8 octobre 2011 sur BBC One
- France : 2 mars 2012 sur Canal+ Family[3]
- Québec : 18 décembre 2012 sur V

- Royaume-Uni : 6,8 millions de téléspectateurs (première diffusion)

À la suite de l’accident de Merlin, désormais entre la vie et la mort, Arthur décide de le ramener à Camelot. Lancelot se propose de le reconduire, en empruntant la Vallée des Rois Déchus pour qu’ils arrivent plus rapidement. Arthur accepte. Lancelot et Merlin partent donc en direction de Camelot. Arthur, Gauvain, Perceval, Elyan et Sir Léon, eux, reprennent leur route vers l’île Fortunée. 
Sur le chemin les menant à Camelot, Lancelot s’arrête au bord d’un ruisseau pour reposer Merlin et reprendre des forces durant la nuit. C’est alors que Lancelot entend une voix l’appeler… il aperçoit alors, flottant au-dessus du ruisseau, une petite bulle d’eau dans laquelle se reflète un visage ; celui d’une femme. Perplexe, Lancelot se méfie. Cette dernière se présente et s’explique : « nous sommes les Vilias, les esprits des cours d’eau et des courants. La déchirure du voile a rompu l’équilibre du Monde. Les bons comme les mauvais esprits errent librement mais cette situation dangereuse ne serait durer plus longtemps ». Lancelot comprend alors que ce sont des êtres bienveillants et assure que le prince Arthur s’avance en ce moment même vers la Cailleach afin de restaurer le voile. Mais lui doit secourir Merlin et l’amener de toute urgence à Camelot. L’esprit lui confie que ses sœurs sont en train de guérir son ami et qu’elles les protégeront du Dorocha toute la nuit. Lancelot, soulagé, s’endort paisiblement. 
Durant leur trajet vers l’île Fortunée, Arthur et les chevaliers doivent passer par les souterrains d’une montagne. Ils croisent la route de wilddeorens, d’ignobles créatures aveugles et carnivores, appréciant la chair humaine. Toutefois, ils s’en sortent indemnes. 
Pendant ce temps, à Camelot, la situation devient critique. En effet, avant son départ pour l’île Fortunée, Arthur a confié la souveraineté du royaume à son oncle Agravain. Ce dernier refuse l’accès de la ville aux villageois. Un conseil se tient à ce moment même et Gaius et Guenièvre décident d’intervenir. Guenièvre prend la parole au nom du peuple et d’Arthur. Elle leur explique qu’Arthur n’aurait jamais toléré cela. Agravain soulève une objection : ils manqueront tous de vivres. Guenièvre ne partage pas son opinion et se justifie : les villageois sont pour la plupart des fermiers ou des cultivateurs et ils ne viennent pas les mains vides. Ils rapportent plus de nourritures que ce qu’ils en consomment et le château est assez vaste pour pouvoir les accueillir. Le conseil délibère et tous les représentants donnent raison à Guenièvre. Agravain choisit alors de rouvrir les portes et de laisser entrer les villageois. Toutefois, irrité par l’attitude de la servante, il s’en va rejoindre Morgane pour la prévenir. Énervée, elle lui fait part de son rêve prémonitoire : Guenièvre couronnée reine. Elle ne peut admettre cela et échafaude un plan pour la mettre hors d’état de nuire. Agravain devra demander à Guenièvre conseils pour l’aider à gouverner Camelot de son mieux durant l’absence du prince Arthur. Elle le rejoindra dans ses appartements et au moment de partir, Agravain la fera raccompagner par deux de ses gardes. Sur le chemin la menant à sa cabane, Morgane usera d’un sort pour les projeter tous les trois à terre. Les êtres fantomatiques s’occuperont du reste.
Au réveil, Lancelot cherche Merlin. Ce dernier, en pleine forme pêche quelques poissons pour leur petit déjeuner. Lancelot est heureux de revoir son ami ainsi mais sur ordre d’Arthur, il doit tout de même le reconduire à Camelot. Merlin, entêté, reprend le chemin de l’île Fortunée, Lancelot sur ses talons. Durant le crépuscule, ils trouvent une auberge dans laquelle passer la nuit. Ils commencent alors à discuter du possible sacrifice de Merlin et de l’amour de Lancelot pour Guenièvre.
A Camelot, le plan de Morgane a été mis en place. Mais l’intervention de Gaius sauve la vie de Guenièvre. En effet, en allant voir Uther, Gaius remarque l’absence de la servante. Il part donc à sa recherche. En se rendant chez elle, il la découvre évanouie à terre et les deux gardes morts par le Dorocha. Il la stabilise et elle reprend connaissance. Intriguée, elle demande à Gaius des explications sur sa présence dans sa cabane. Le médecin lui explique alors la situation : apparemment quelqu’un souhaite la voir morte. Elle ne comprend pas pourquoi elle est toujours vivante car il existe des manières plus radicales d’ôter la vie. Gaius lui dit alors que cela est moins « dangereux » pour l’investigateur (en occurrence, l’investigatrice) de faire passer sa mort pour un accident plutôt que pour un meurtre.
Pendant leur nuit dans la cabane, Merlin est réveillé par le froid soudain… leur feu venant de s’éteindre. Il réveille Lancelot à temps pour fuir les créatures qui les attaquent. Ils courent dans la foret et Merlin, désemparé, appellent le grand dragon à l’aide. Kilgharrah apparait alors en brûlant par la même plusieurs êtres fantomatiques. Lancelot brandit son épée mais Merlin le rassure : Kilgharrah est son ami. Le grand dragon demande à Merlin qui est le jeune homme l’accompagnant. Lancelot se présente et Kilgharrah prononce une phrase étonnante concernant le chevalier : « Messire Lancelot, le plus valeureux et le plus noble d’entre tous ». Lancelot reste perplexe. Par ailleurs, le grand dragon leur explique que le voile séparant les deux mondes ne peut rester ainsi, il doit être restauré. Lancelot et Merlin lui assure qu'ils sont en route pour cela mais Kilgharrah leur dit que la Cailleach demandera un sacrifice. Merlin lui explique qu'Arthur a pour intention de donner sa vie mais qu'il prendra sa place au dernier instant. Son destin étant de veiller sur le roi, c’est à lui que revient cette tâche. Le grand dragon le défend de faire cela mais devant l’entêtement du sorcier, il lui avoue: « le monde sera désespérément vide sans toi jeune sorcier » et après avoir échangé un dernier regard avec Merlin, il s’envole.
Sur leur chemin, Lancelot demande à Merlin s’il a vraiment l’intention de se sacrifier pour Arthur et lui-même se pose cette question : pourrait-il se sacrifier intentionnellement pour quelque chose ? Merlin lui explique que pour accomplir cela, « il faut avoir une raison de le faire, quelque chose qui compte pour soi, quelque chose de plus important que tout sur terre ».
Arthur, Gauvain, Elyan et Perceval se sont installés dans une ruine pour passer la nuit et sont surpris par l’arrivée de Lancelot et Merlin. Arthur est heureux, même s’il essaie de ne pas trop le montrer. Le lendemain, ils arrivent enfin à destination. Ils sont attaqués par des dragons et Merlin, en sa qualité de seigneur des dragons, parvient à les maintenir à distance. Sir Léon, Elyan et Perceval restent quand même en arrière afin de les surveiller. Arthur, Merlin, Gauvain et Lancelot, eux, sont désormais face à la Cailleach. Gauvain défend Arthur et se trouve désarmé et désarçonné. Arthur annonce à la Cailleach qu'il est prêt à se sacrifier ; Merlin, le voyant s’avancer, use d’un sort pour l’assommer. La Cailleach est surprise que Merlin souhaite la défier. Il lui dit qu'il veut prendre la place de son maître, que tel est son destin. Cette dernière réplique que « sa vie est loin d’être achevée dans ce monde, qu'il le veuille ou pas ». Et, à cet instant, Merlin remarque le regard de la sorcière et se retourne. Lancelot lui lance un dernier sourire et s’avance dans le voile. Merlin hurle son nom mais il est trop tard. Le voile est refermé et Lancelot disparait.
De retour à Camelot, Arthur rend hommage à Sir Lancelot. Une inhumation est célébrée avec une des capes et une épée du chevalier. Guenièvre pleure, Lancelot a honoré sa promesse.
De son côté, Morgane est folle de rage, accusant Emrys d’avoir empêché son plan d’aboutir. Elle demande à Agravain de le « retrouver et de le détruire ».

### Épisode 3:Un jour funeste
- Royaume-Uni : 15 octobre 2011 sur BBC One
- France : 9 mars 2012 sur Canal+ Family[3]
- Québec : 25 décembre 2012 sur V

- Royaume-Uni : 7,04 millions de téléspectateurs (première diffusion)

### Épisode 4:Le Dragon blanc
- Royaume-Uni : 22 octobre 2011 sur BBC One
- France : 16 mars 2012 sur Canal+ Family[3]
- Québec : 1er janvier 2013 sur V

- Royaume-Uni : 6,96 millions de téléspectateurs (première diffusion)

### Épisode 5:Le Fils de son père
- Royaume-Uni : 29 octobre 2011 sur BBC One
- France : 16 mars 2012 sur Canal+ Family[3]
- Québec : 8 janvier 2013 sur V

- Royaume-Uni : 7,4 millions de téléspectateurs (première diffusion)

- Lindsay Duncan (Reine Annis)

### Épisode 6:Possession
- Royaume-Uni : 5 novembre 2011 sur BBC One
- France : 23 mars 2012 sur Canal+ Family[3]
- Québec : 15 janvier 2013 sur V[5]

- Royaume-Uni : 6,94 millions de téléspectateurs (première diffusion)

### Épisode 7:L’Enlèvement
- Royaume-Uni : 12 novembre 2011 sur BBC One
- France : 23 mars 2012 sur Canal+ Family[3]
- Québec : 21 février 2013 sur V[6]

- Royaume-Uni : 6,72 millions de téléspectateurs (première diffusion)

### Épisode 8:Lamia
- Royaume-Uni : 19 novembre 2011 sur BBC One
- France : 30 mars 2012 sur Canal+ Family[3]
- Québec : 28 février 2013 sur V

- Royaume-Uni : 7 millions de téléspectateurs (première diffusion)

- Charlene McKenna (Lamia)

### Épisode 9:Un retour inattendu
- Royaume-Uni : 26 novembre 2011 sur BBC One
- France : 30 mars 2012 sur Canal+ Family[3]
- Québec : 7 mars 2013 sur V

- Royaume-Uni : 7,32 millions de téléspectateurs (première diffusion)

### Épisode 10:Une âme tourmentée
- Royaume-Uni : 3 décembre 2011 sur BBC One
- France : 6 avril 2012 sur Canal+ Family[3]
- Québec : 14 mars 2013 sur V

- Royaume-Uni : 6,9 millions de téléspectateurs (première diffusion)

Arthur, Merlin et les chevaliers, Gauvain, Elyan, Perceval, Léon sont en forêt. Ils arrivent dans un endroit que Merlin reconnaît comme étant un sanctuaire druidique. Après s'être tous amusés à priver d'Elyan de sa gourde d'eau, ce dernier assoiffé puise de l'eau dans le puits. De retour au château, la nuit tombe et Elyan part se coucher. Malheureusement, il voit un jeune garçon ruisselant d'eau mais cette vision disparaît. Il trace donc un petit cercle de sel sous son lit; le sel étant censé protéger des mauvais esprits. Cela ne s'avère point utile, Elyan est hanté par ce jeune garçon. Pendant ce temps, Arthur est dans ses appartements face à son dîner. Il est pensif et on se doute que l'objet de son attention n'est autre que Guenièvre. Il ne parvient pas à l'oublier. Le lendemain, Merlin le retrouve la tête dans son assiette, il s'est endormi à table. Merlin s'amuse de la situation mais le roi le remet à sa place. Lors de l'entrainement des chevaliers, Elyan se conduit de manière étrange et agressive, il manque de peu de blesser Merlin; Arthur l'arrêtant à temps. Alors que les chevaliers rangeaient les armes, l'esprit réapparaît face à Elyan, seul à pouvoir le voir. Il recule et bouscule Gauvain. Ce dernier, ayant un tempérament vif, lui assène un coup de poing. Elyan tombe dans un état proche de la cataplexie. Gaius s'occupe de lui mais ne peut rien faire, il prévient donc Merlin de l'état du chevalier et lui explique que ce dernier doit être hanté car il a trouvé du sel sous son lit. Il lui suggère d'en informer Arthur, mais celui-ci reste perplexe. Lors de la nuit, Elyan parle au jeune garçon et se prend d'affection pour lui (jusqu'à le serrer dans ses bras). Il lui demande comment lui venir en aide. L’esprit exprime le désir de voir Arthur Pendragon mort. Elyan s’exécute et provoque Arthur en duel. Les gardes interviennent alors pour le maîtriser et l’enferme ensuite dans les cachots. Merlin avertit Arthur qu’Elyan n’est pas lui-même, il lui apprend que ce dernier a troublé un esprit au sanctuaire et est désormais possédé. Après l’incident survenu, Agravain conseille à Arthur d’exécuter son chevalier mais le roi reste indécis. Merlin prend le risque de libérer Elyan afin de pratiquer un exorcisme mais alors qu'ils se retrouvent à la lisière de la forêt, Elyan assomme Merlin et prend la fuite. (Merlin avait proposé de l’eau à Elyan contenant un somnifère permettant de l’exorciser mais apparemment l’esprit le savait et a encouragé Elyan à ne pas s’hydrater et à neutraliser Merlin). De ce fait, Merlin et Gaius partent alors à la recherche d'indices au sanctuaire. Ils découvrent que celui-ci a été le théâtre du massacre d'une tribu de druides dont l'esprit fut une victime. Gaius reconnait qu’Uther en était le commanditaire ; dans son obsession d’éradiquer tous les êtres magiques. Gaius en présence de Merlin s’entretient donc avec le roi à ce propos. Il lui dit que l’esprit trouvera la paix si et seulement si, le responsable de ce massacre éprouve des regrets sincères et demande pardon. Uther étant mort, les chances qu’Elyan redevienne maître de son propre corps sont moindres. 
Cependant, à la tombée de la nuit, Merlin aperçoit Arthur sortir du château en cachette, il décide donc de le suivre. Bien évidemment, il se fait repérer par le roi qui accepte néanmoins sa compagnie. Arrivés au sanctuaire, Merlin perplexe reste méfiant et Arthur appelle l’esprit. Elyan apparaît alors devant lui mais s'exprime avec la voix de l’enfant. Il reproche à Arthur les atrocités qu'il a commis. Le roi s’agenouille et se justifie, les joues ruisselantes de larmes, en affirmant qu'il obéissait aux ordres de son père Uther et qu'à cette époque, il était jeune. Il avait ordonné aux chevaliers d’épargner femmes et enfants mais il n’a pas pu surveiller tous les gestes de ses gardes. Il regrette et jure de ne plus jamais laisser de telles atrocités se reproduire à l’avenir. L’enfant, toujours en possession du corps d’Elyan sort l’épée, s’avance vers Arthur et la laisse tomber au sol. Il lui pardonne et l’étreint. L’esprit sort du corps d’Elyan, il a trouvé la paix. 

### Épisode 11:La Princesse de Nemeth
- Royaume-Uni : 10 décembre 2011 sur BBC One
- France : 6 avril 2012 sur Canal+ Family[3]
- Québec : 21 mars 2013 sur V

- Royaume-Uni : 7,12 millions de téléspectateurs (première diffusion)

- Janet Montgomery (princesse Mithian)

### Épisode 12:L'épée dans la pierre, première partie
- Royaume-Uni : 17 décembre 2011 sur BBC One
- France : 13 avril 2012 sur Canal+ Family[3]
- Québec : 28 mars 2013 sur V

- Royaume-Uni : 8,39 millions de téléspectateurs (première diffusion)

### Épisode 13:L’Épée dans la pierre, deuxième partie
- Royaume-Uni : 24 décembre 2011 sur BBC One
- France : 13 avril 2012 sur Canal+ Family[3]
- Québec : 4 avril 2013 sur V[7]

- Royaume-Uni : 8,18 millions de téléspectateurs (première diffusion)

- Ben Daniels (Tristan)
- Miranda Raison (Iseult)

## Audiences
Aux États-Unis, la diffusion du premier épisode de la saison 4 a eu lieu sur la chaîne Syfy le 6 janvier 2012. La saison a attiré en moyenne 1 710 000 téléspectateurs. 